# Peperomia marmorata
Peperomia marmorata es una especie de planta con flores de la familia Piperaceae. Nativa del Estado de Río de Janeiro en Brasil. Se cultiva como planta ornamental.
Es una planta herbácea y perenne con tallos carnosos, cortos y fuertemente ramificados de hasta 12 mm de grosor, las hojas son de color verde oscuro con un nervio decorativo blanquecino y con forma lanceolada.

## Cuidados y cultivo
Es aconsejable un sustrato de humus, grava y turba, prefiere un ambiente con alta humedad, sobre todo en climas cálidos, pero es sensible al riego excesivo ya que causa pudrición en las raíces. Su rango de temperatura va desde los 16 a los 24 °C, si baja más, los riegos deben ser más espaciados y reducidos.
No requiere mucha luz ya que crece bajo los árboles en su entorno natural, la luz directa tiende a decolorar las hojas e incluso a debilitarlas. Las hojas se pueden limpiar con un paño húmedo, si el aire está muy seco, se pueden pulverizar para mantener la humedad.
Se puede reproducir por medio de esquejes de hojas con pecíolo.

## Galería

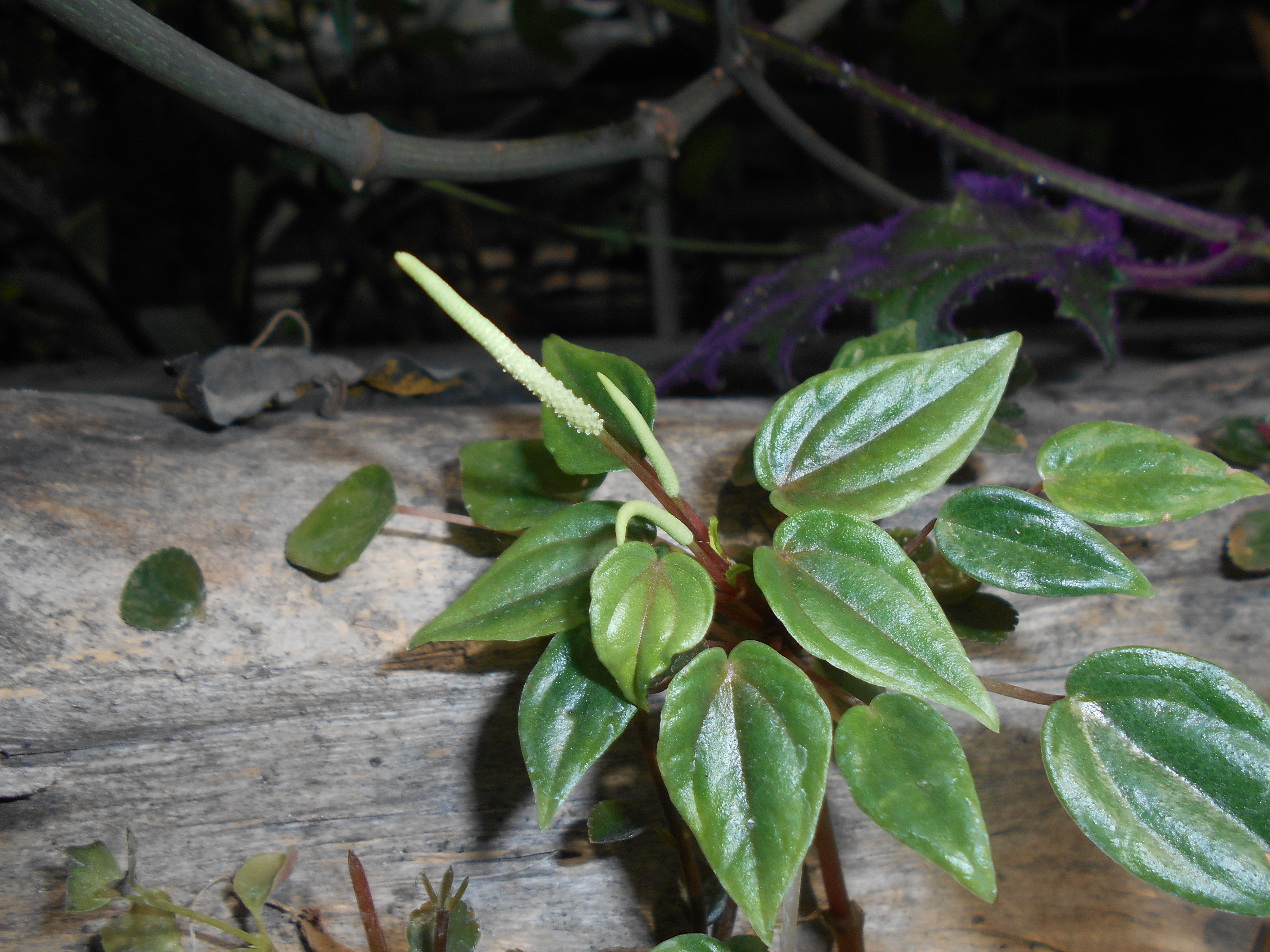
Planta con inflorescencias
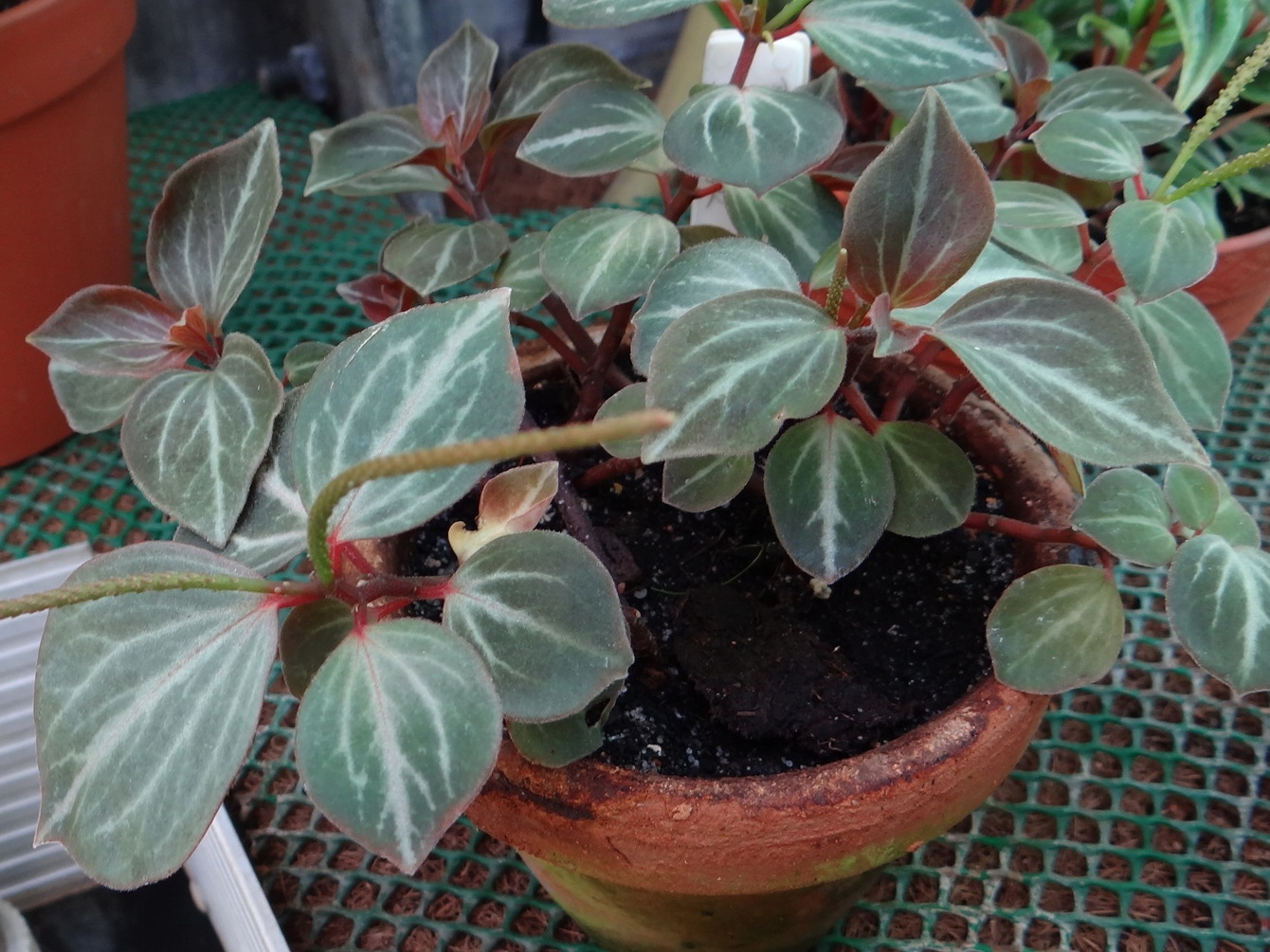